# Rodica Mănăilă
Rodica Mănăilă (n. 25 ianuarie 1935, București, România – d. 2002) a fost un fizician român, membru corespondent al Academiei Române.

## Viața
A urmat cursurile liceale și universitare la București. Cercetător științific la Institutul de Fizică al Academiei (1957 -1960), apoi la Institutul de Fizica și Tehnologia Materialelor, devenit Institutul Național de Fizica Materialelor, unde a pus bazele secției de Cercetări Structurale prin Difracție Röntgen. Își susține doctoratul în 1966, cu o teză despre distribuția cationilor în compuși cu structură spinelică și energetica acestei distribuții.
Este autoarea a peste 150 de studii ce s-au îndreptat îndeosebi spre semiconductorii amorfi și lichizi (a elaborat primele modele structurale pentru germaniu, principalul semiconductor amorf), sisteme metal-conductor amorf și metale amorfe oxidice, superconductori cu temperatură critică ridicată, materiale oxidice cu proprietății catalitice, aliaje metalice cvasi-cristaline. Rezultatele cercetărilor au fost publicate în Structura semiconductorilor amorfi (1970) și Difracția razelor X și a neutronilor (1970), precum și în reviste de specialitate din țară și străinătate.
A fost aleasă ca membru corespondent al Academiei Române în anul 1992.
În 2002 ea a fost decorată cu Ordinul național „Pentru Merit” în grad de Cavaler.